# Хаус Айнзидельн
Усадьба (ранее монастырь) Айнзидельн (нем. Haus Einsiedeln) (1677-1934) — утраченный памятник истории и архитектуры в Бенрате (Дюссельдорф, Германия).

## История

### До секуляризации
Впервые упоминается в 1677 году, когда герцог Филипп Вильгельм пригласил братьев-монахов ордена капуцинов в Бенрат для обслуживания паломнической часовни Чёрной Мадонны Бенратской, возведённой на месте явлений Богородицы в Бенрате. Монахи ордена капуцинов (в количестве 2-3) прибыли в Бенрат из Невигеса, где они занимались католической миссионерской деятельностью, но без особого успеха .  В 1677 году владелец усадьбы «Новенер Хоф» господин Виттиб Штельцман отделил от своего участка западную часть под строительство монастыря . В 1682 году капуцины начинают свою паломническую деятельность в новом монастыре, который первоначально назывался «монастырь Новен», а позже — «монастырь Айнзидельн». Сам владелец усадьбы Новенер Хоф стал прислуживать в монастыре, выполняя обязанности кистера.
Монастырь помогал паломникам не только из Бенрата и Дюссельдорфа, но и из Хильдена, Эркрата, Монхайма и других населённых пунктов. Деятельность монастыря осталась в названиях соседних улиц Бенрата: «Айнзидельштрассе» (Einsiedelstraße) и «Ам Мёнхграбен» (У монашеского рва, Am Mönchgraben).

### После секуляризации
Французская наполеоновская оккупация привела к тому, что в 1803 году паломническая часовня была ликвидирована, а монастырь закрыт и перешёл в частное домовладение. В XIX веке здание монастыря было реконструировано в стиле барокко. Последним хозяином стал крупный предприниматель и бизнесмен Альфред Фридрих Флендер, купивший строение в 1902 году. В 1934 году здание было разрушено, а на его месте семья Флендер построила пять двухэтажных вилл, которые стоят до сих пор на Хилденер штрассе восточнее Айнзидельштрассе.